# 东大路站
东大路站位于中華人民共和國四川省成都市锦江区，是成都地铁2号线、8号线的地下车站。

## 车站概要
本站位于东大街东大路段、汇源南路和汇源北路路口，沿东大街东大路段呈西北、东南方向布置，于2012年9月16日开通使用。车站名“东大路”意为“往东的大路”。在2号线建设期间，本站曾使用工程名“钢管厂站”，在本站正式命名前，关于名称曾引起一定分歧。

## 车站结构
本站为地下三层岛式站台车站，2号线部分全长256.56米，宽约40米，最大埋深22.75米，总建筑面积18153平方米，其中主体建筑面积15530平方米，附属建筑面积2623平方米；8号线部分为地下三层三跨箱型结构车站，全长305米。2号线站台位于地下二层、8号线站台位于地下三层，两线构成T字形节点换乘。
|                              |  | 2号线往龙泉驿（塔子山公园） |
| 島式 · 開左邊车门 · 往 8号线 |  |                             |
|                              |  | 2号线往犀浦（牛市口）       |

|                     |  | 8号线往桂龙路（双桥路） |
| 島式 · 開左邊车门 · |  |                         |
|                     |  | 8号线往龙港（净居寺）   |

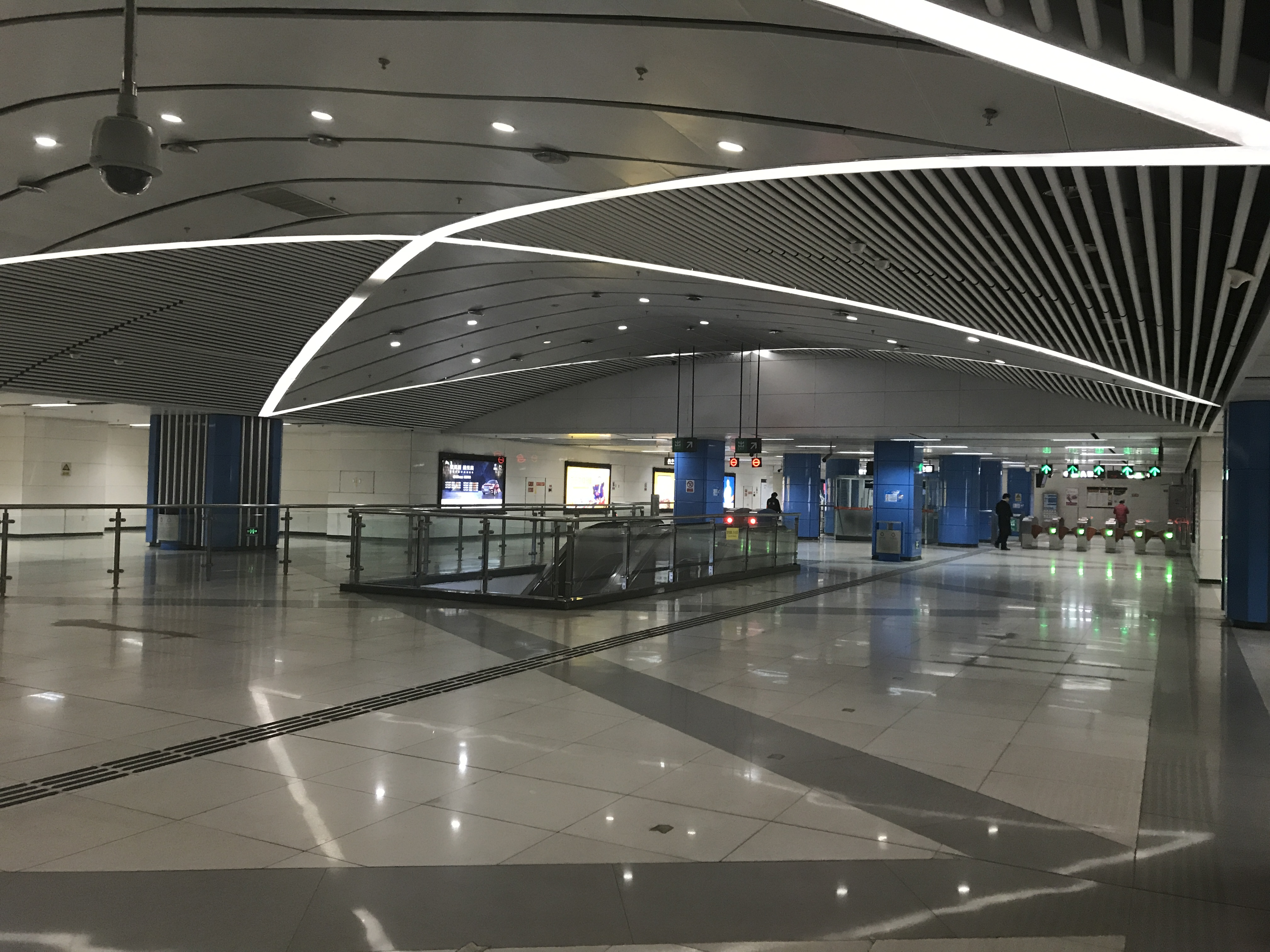
2号线站厅层西北侧
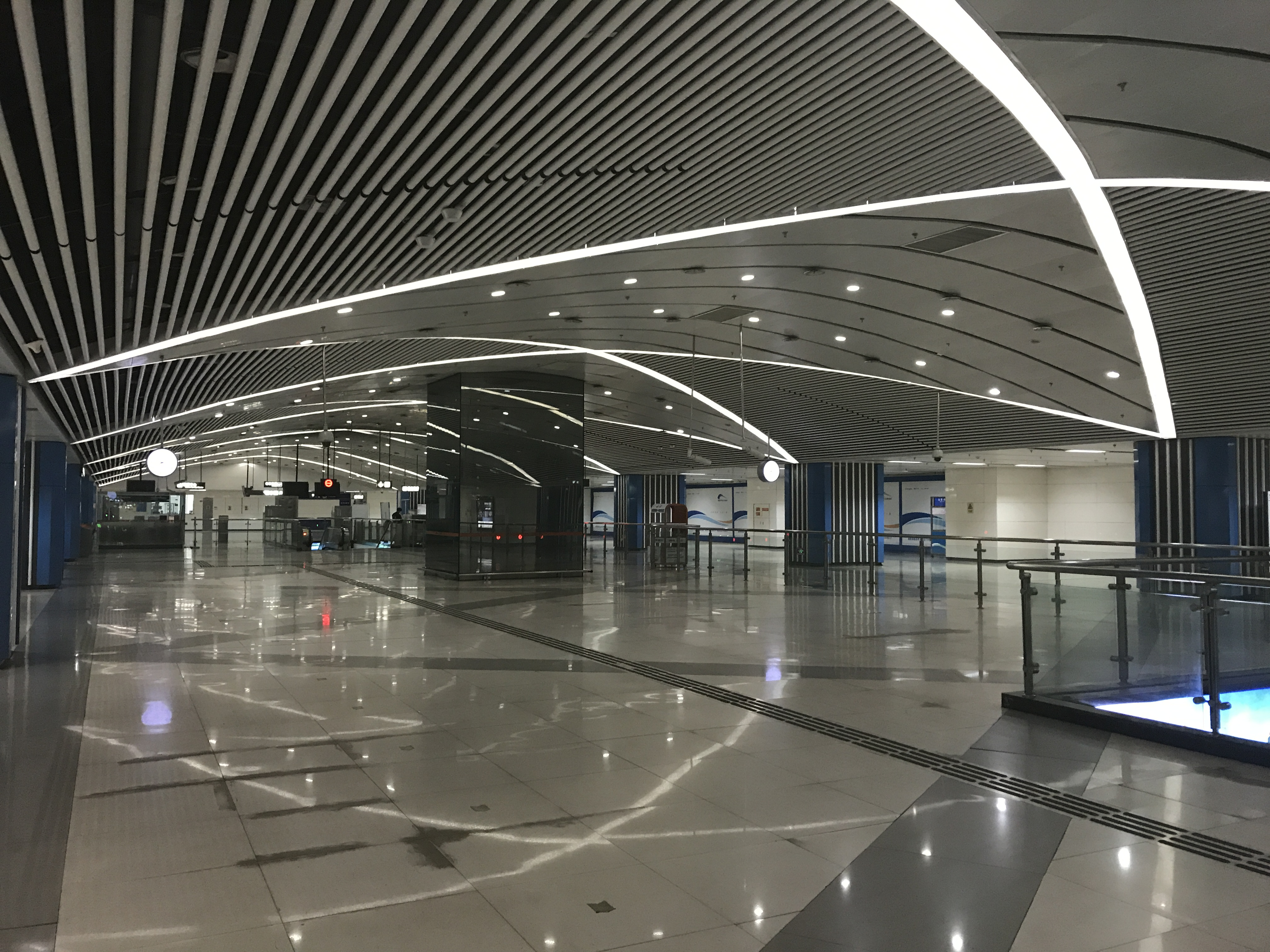
2号线站厅层东南侧
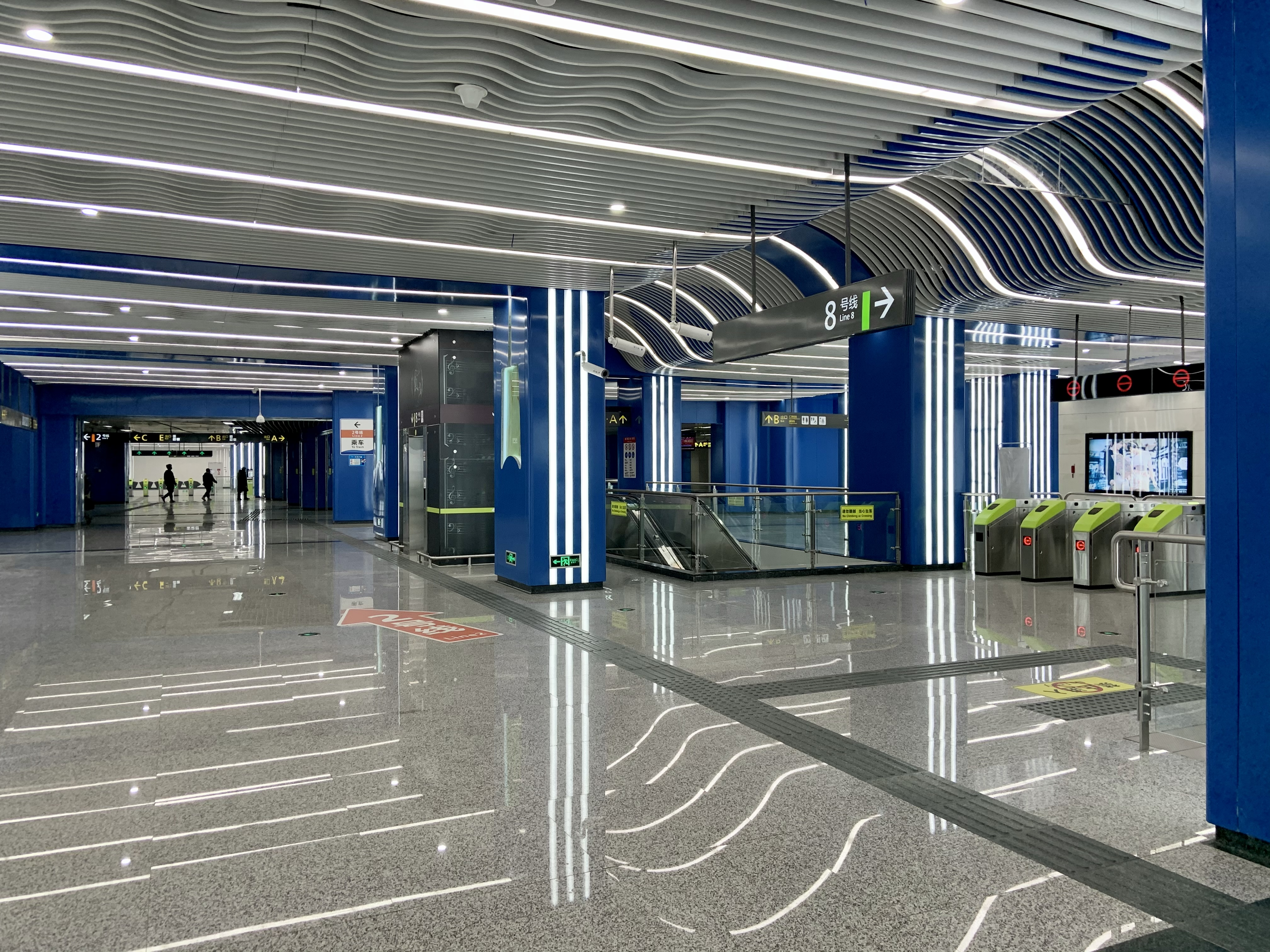
8号线站厅层
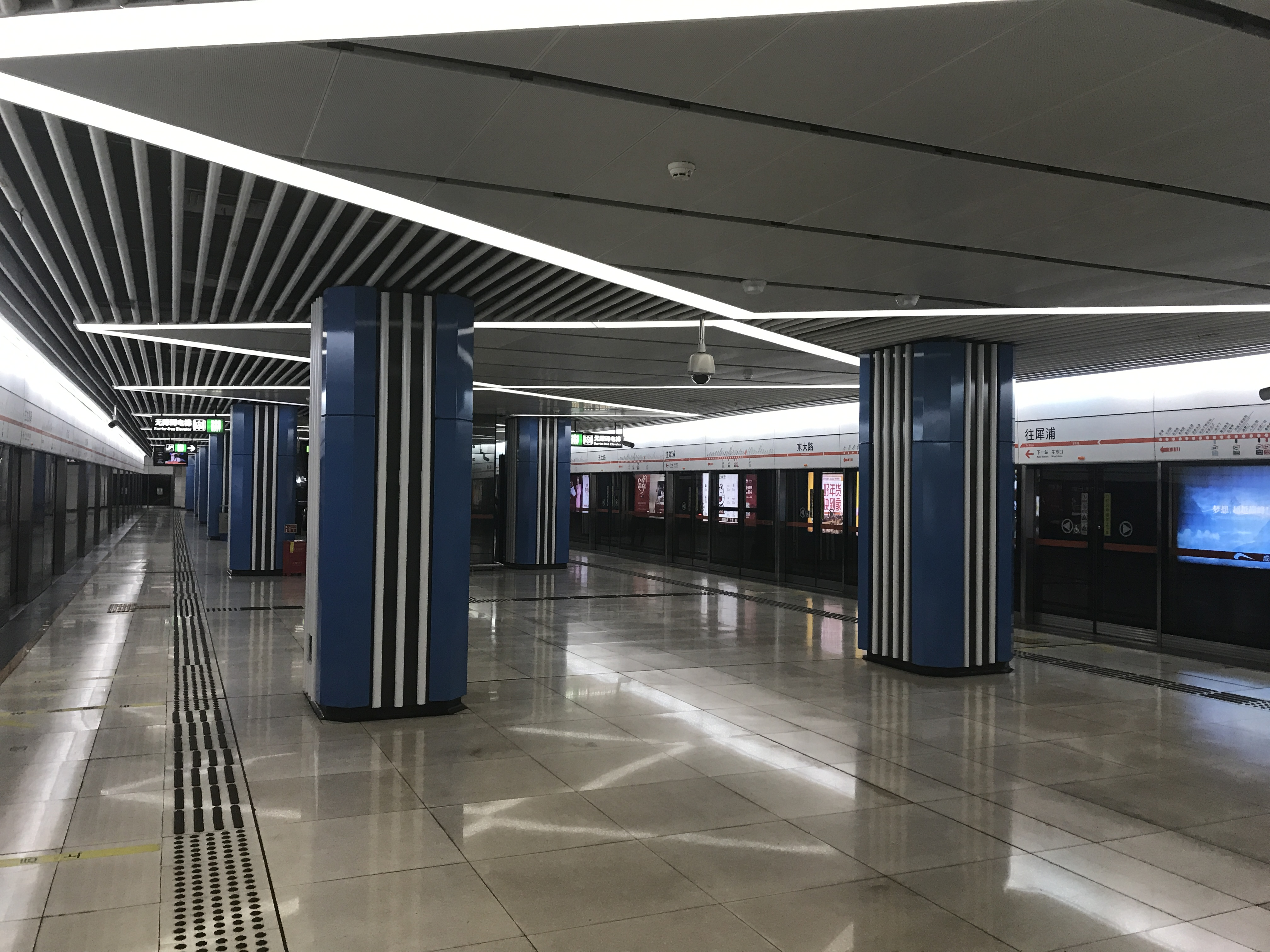
2号线站台层
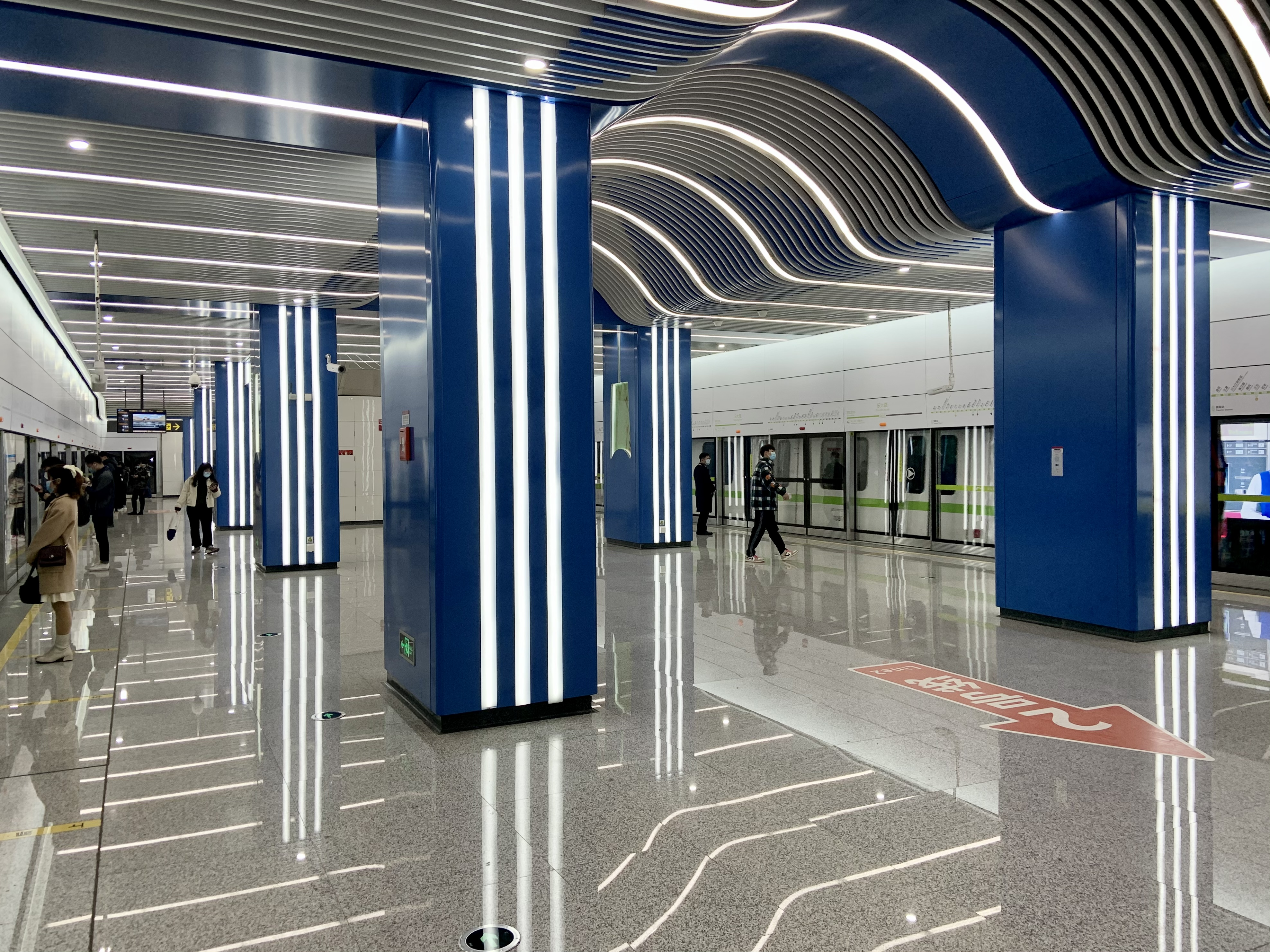
8号线站台层

## 出入口
本站目前开放8个出入口，另外在站厅（E出口对面）有一部电梯通往地面。
|              |                     |                                  |      |
|              |                     |                                  |      |
| 编号         | 设施                | 指示                             | 照片 |
|              |                     | 汇源南路、匯祥路                 |      |
| 出口 · B     | 无障碍卫生间 哺乳室 | 汇源南路、東大街東大路段、通寶街 |      |
| 出口 · C · 1 | 无障碍电梯          | 东大街东大路段、古雅坡路         |      |
| 出口 · C · 2 |                     | 东大街东大路段、匯源南路         |      |
| 出口 · D     |                     | 东大街东大路段、古雅坡路         |      |
| 出口 · E     | 无障碍卫生间        | 东大街东大路段、通源街           |      |
| 出口 · F     |                     | 汇源北路、通源街、東大街東大路段 |      |
| 出口 · G     |                     | 汇源北路、通源街、东大街东大路段 |      |

## 历史
- 2010年12月24日，2号线车站主体结构封顶[6]；
- 2012年9月16日，2号线车站正式启用[1]。
- 2018年8月14日，8号线车站主体结构封顶。[7]
- 2020年12月18日，8号线车站正式启用。
- 2023年7月，本站英文名由"Dongda Road"改为"Dongdalu Road"。